# Radio Moda
Radio Moda (o simplemente Moda) es una emisora de radio peruana. Su programación se basa en música de géneros urbanos y latinoamericanos. Está dirigida a los públicos adolescente y juvenil adulto de clase media. Es propiedad de CRP Radios. 
Su estación principal es OCZ-4R FM, la cual transmite en la frecuencia 97.3 MHz de la banda FM de Lima. La emisora posee varias estaciones repetidoras a nivel nacional. Además, transmite por internet desde su página web y aplicativo celular.

## Historia
Fue lanzada el 28 de noviembre del año 2000 en reemplazo de Radio Omega luego de que Radiomar Producciones (hoy CRP Radios) adquiriera la frecuencia. En sus primeros años Moda transmitía música de géneros variados como: rock clásico, disco, techno, Axé, Samba.
Con la popularización del reguetón a mediados de 2004, Moda agregó este género a su programación. En 2005 la mayoría de su programación pasó a consistir en canciones de este género.
En ese año, la emisora estrenó El show de Carloncho, un programa matinal presentado por Carlos Banderas «Carloncho» y Renzo Winder. Es el programa con mayor duración de Radio Moda, pues Banderas se acreditó como accionista mayoritario de CRP Radios, dueña de la emisora.
A inicios de 2006, la estación renueva su logo y eslogan. A su vez, elimina todos los géneros músicales de su programación excepto la salsa, el merengue, bachatas y el reguetón, este último siendo su género principal. A fines del mismo año, Moda agrega la cumbia a su parilla debido a su creciente popularización. A fines de 2009, la cumbia y el merengue son eliminadas de la radio. El electro pop ingresa como reeemplazo.
En 2017, Moda incorpora el trap latino a su oferta tras el surgimiento de la popularidad de canciones de este género.
Según CPI, en 2020, la estación contaba con 3.89 millones de espectadores por semana.
En 2024, Moda vuelve a agregar algunas canciones del género cumbia.

### Radio Moda+
En julio de 2019, la emisora lanzó al aire Radio Moda+, estación radiofónica cuyo enfoque era la emisión de canciones más recientes que la emisora principal. Emitía solamente por internet y su programación se basaba en reguetón, trap y pop latino. 
Cerró en 2023, junto con las estaciones Oasis Patrio y Planeta Hot 40, versiones de las emisoras Radio Oasis y Radio Planeta que emitían exclusivamente por internet. Radio Moda+ también fue eliminada del aplicativo Oigo.

## Frecuencias

### Actuales
- Áncash - Chimbote - 91.5 FM

- Áncash - Huaraz - 106.1 FM

- Arequipa - 89.5 FM

- Ayacucho - 88.7 FM

- Cajamarca - 93.1 FM

- Cajamarca - Jaén - 91.7 FM

- Callao - Ventanilla - 97.7 FM - 97.3 FM

- Cusco - 102.1 FM

- Huánuco - 91.3 FM

- Huánuco - Tingo María - 105.3 FM

- Ica - 107.7 FM

- Ica - Chincha - 94.5 FM

- Ica - Pisco - 91.7 FM

- Junín - Huancayo - 106.3 FM

- Junín - Chanchamayo - 99.5 FM

- Junín - Tarma - 93.5 FM

- La Libertad - Trujillo - 89.1 FM

- La Libertad - Chocope - 91.5 FM

- Lambayeque - Chiclayo - 89.1 FM

- Lima - Barranca - 89.7 FM

- Lima - Cañete - 106.5 FM

- Lima - Huacho - 98.5 FM

- Lima - Huaral - 106.5 FM

- Lima - Asia - 90.9 FM

- Lima - Manchay - 90.1 FM

- Lima - 97.3 FM

- Lima - San Juan de Lurigancho - 89.3 FM - 97.3 FM

- Loreto - Iquitos - 105.3 FM

- Loreto - Yurimaguas - 94.1 FM

- Moquegua - Ilo - 88.3 FM

- Moquegua - 91.7 FM

- Pasco - Cerro de Pasco - 94.5 FM

- Piura – Huancabamba – 105.7 FM

- Piura - Máncora - 89.1 FM

- Piura - Paita - 101.5 FM

- Piura - 106.5 FM

- Piura - Sullana - 103.5 FM

- Piura - Talara - 102.5 FM

- Puno - Juliaca - 91.7 FM

- Puno - 106.5 FM

- San Martín - Tarapoto - 106.3 FM

- Tacna - Tacna- 100.5 FM

- Tumbes - Tumbes 106.3 FM

- Ucayali - Pucallpa - 104.9 FM

## Eslóganes
- 2000-2006: ¡Lo mejor de todo!
- 2006-2009: Te mueve!
- 2008: Te mueve!... Con más reggaetón
- Desde 2009: Te mueve!... Con la música que está de Moda